# 朱友𡎴
石泉荣穆王朱友𡎴（1440年—1511年），明朝蜀和王朱悦𤉎庶四子，明太祖曾孙。明朝第一代石泉王。

## 生平
天順四年（1460年）九月，明英宗遣成國公朱儀、定國公徐永寧、泰寧侯陳涇、廣平侯袁瑄、遂安伯陳韶、惠安伯張琮為正使，吏科右給事中潘榮、戶科給事中楊壁、禮科給事中李木、兵科給事中楊瓚、刑科給事中趙忠、工科給事中黃甄為副使，持節冊封朱友𡎴為石泉王。
成化二年（1466年）十月，明宪宗遣安遠侯柳景、陳涇、富陽伯李輿、刑部右侍郎董方、工部右侍郎李顒為正使，尚寶司司丞蔣敞、兵科給事中王秉彝、刑科給事中蕭彥莊、工科給事中王詔、兵部郎中王恕為副使，持節冊封西城兵馬副指揮馬玘的女兒為石泉王妃。
正德六年（1511年）去世。正德十一年（1516年）十月，嫡长子朱申镈受册袭封石泉王。

## 评价
- 《弇山堂别集》卷074：寵祿光大，中情見貌。

## 家庭

### 妻妾
- 王妃马氏

### 子孙
- 嫡长子：石泉恭简王朱申镈
- 第二子：鎮國將軍朱申鏦，成化十五年（1479年）五月赐名[6]
  - 庶长子：朱賓澳，弘治十六年（1503年）七月赐名
  - 庶次子：朱賓濛，弘治十六年（1503年）七月赐名[7]